# Djidane Tribal
Djidane Tribal (ジタン・トライバル jitan toraibaru / Zidane Tribal dans les versions japonaise et américaine) est le héros du jeu Final Fantasy IX.
C'est un jeune voleur âgé de seize ans appartenant à la troupe de comédiens/voleurs des Tantalas.
Djidane aime suivre ses inspirations et se montre parfois réticent à l'idée de se conformer à des notions aussi floues que le bien et le mal. Ceci étant, sa nature généreuse le pousse sans cesse à aider son prochain. Comme la plupart des garçons de son âge, Djidane porte un intérêt tout particulier à la gent féminine, et plusieurs de ses commentaires dans le jeu y font références.
Djidane se bat habituellement avec des dagues, mais il est également capable de se battre avec des épées doubles.

## Cosplay

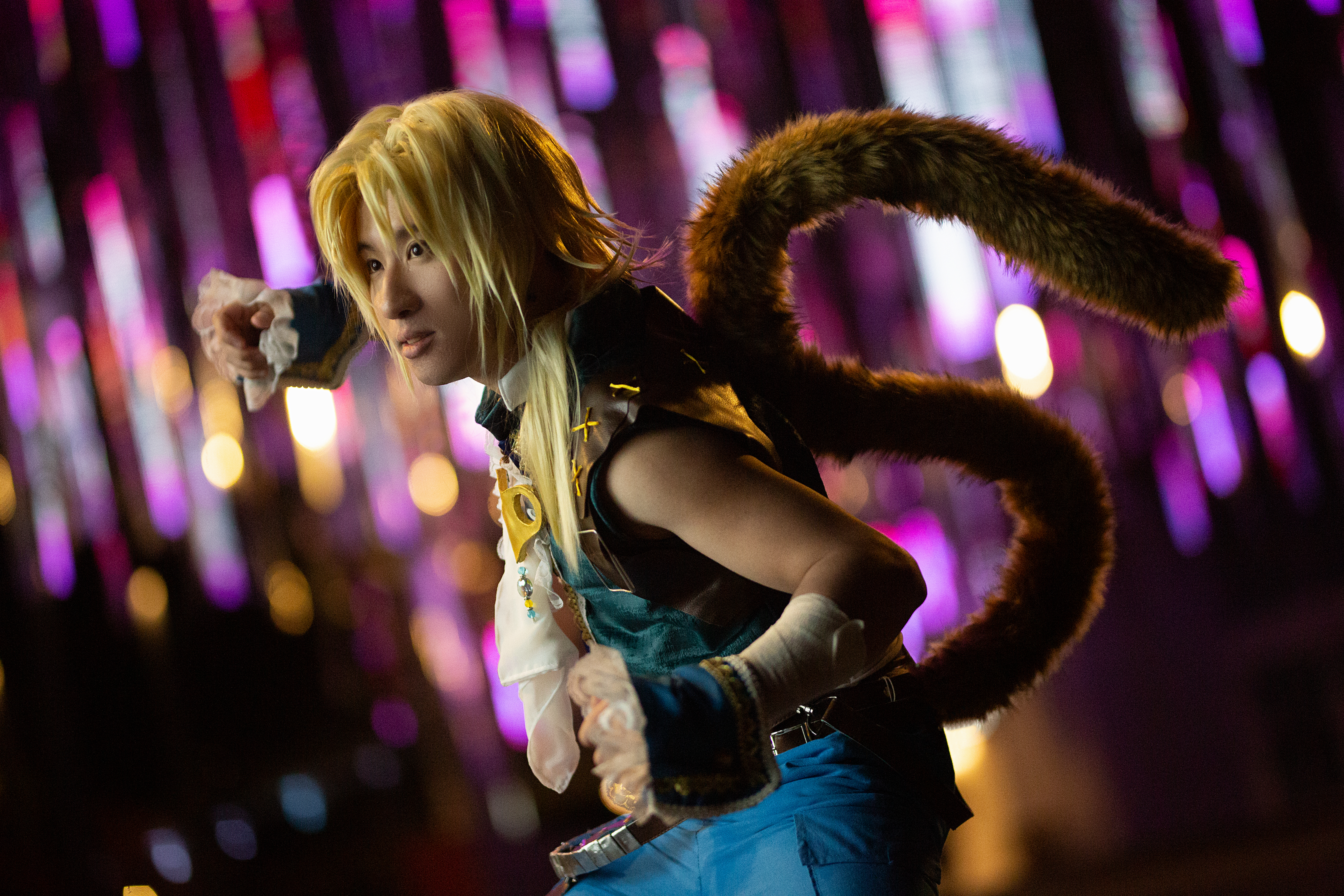
Cosplay de Minh Luan.

## Autres apparitions
Djidane Tribal apparait dans les jeux de la série cross-over de la saga Final Fantasy Dissidia, en tant que protagoniste de Final Fantasy IX : Dissidia: Final Fantasy, Dissidia 012, Dissidia NT et Dissidia Opera Omnia. Il apparait aussi dans le jeu de rythme Theatrhythm Final Fantasy et Curtain Call comme personnage représentant de Final Fantasy IX. Parmi les autres apparitions dans les jeux des séries dérivées de Final Fantasy, Djidane apparait dans Final Fantasy Record Keeper, Brave Exvius et All the Bravest, et aussi dans Itadaki Street Portable, Monster Strike et Puzzle and Dragons.